# Neblinichthys
Neblinichthys – rodzaj słodkowodnych ryb sumokształtnych z rodziny zbrojnikowatych (Loricariidae). Spotykane w hodowlach akwariowych.

## Zasięg występowania
Ameryka Południowa: Gujana i Wenezuela.

## Klasyfikacja
Gatunki zaliczane do tego rodzaju:
- Neblinichthys brevibracchium
- Neblinichthys echinasus
- Neblinichthys peniculatus
- Neblinichthys pilosus
- Neblinichthys roraima
- Neblinichthys yaravi

Gatunkiem typowym jest Neblinichthys pilosus.